# 101e division d'infanterie légère
Pour les articles homonymes, voir 101e division.
La  101e division d’infanterie légère (en allemand : 101. Leichte Infanterie-Division) est une des divisions d'infanterie de l'armée allemande (Wehrmacht) durant la Seconde Guerre mondiale.

## Création et différentes dénominations
La 101. Leichte Infanterie-Division est formée le 10 décembre 1940 en tant qu'élément de la 12. Welle (12e vague de mobilisation).
Elle est renommée 101. Jäger-Division le 6 juillet 1942.

## Organisation

### Commandants
| Date                            | Grade                  | Commandant             |
| ------------------------------- | ---------------------- | ---------------------- |
| 10 décembre 1940 - 26 juin 1941 | General der Artillerie | Erich Marcks           |
| 26 juin 1941 - 11 avril 1942    | Generalleutnant        | Brauner von Haydringen |
| 11 avril 1942 - 6 juillet 1942  | Generalleutnant        | Erich Diestel          |

### Officiers d'opérations (Ia)
| Date                              | Grade          | Commandant              |
| --------------------------------- | -------------- | ----------------------- |
| 10 décembre 1940 - 5 février 1942 | Oberstleutnant | Volkmar Schöne          |
| 5 février 1942 - 6 juillet 1942   | Major          | Hans-Joachim Ludendorff |

## Théâtres d'opérations
- Décembre 1940 - Avril 1941 : Allemagne
- 6 avril au 28 mai 1941 : Bataille de Grèce
- Juin 1941 - Juillet 1942 : Front de l'Est, secteur sud

## Ordre de bataille
1941
- Infanterie-Regiment 228
- Infanterie-Regiment 229
- Aufklärungs-Abteilung 101
- Artillerie-Regiment 85
- Pionier-Bataillon 101
- Panzerjäger-Abteilung 101
- Nachrichten-Abteilung 101
- Feldersatz-Bataillon 101
- Versorgungseinheiten 101